# Grillo (Senofonte)
Grillo (in greco antico: Γρύλλος?, Grýllos; IV secolo a.C. – Mantinea, 362 a.C.) è stato un militare ateniese, figlio di Senofonte.

## Biografia
Secondo Diocle di Magnesia Senofonte aveva fatto educare a Sparta i suoi figli, che secondo Dinarco venivano soprannominati Dioscuri: Grillo, il maggiore, e Diodoro, il minore.
Nel 365 a.C., quando la guerra tra Elide e Arcadia per le città della Trifilia rese la residenza di Scillunte poco sicura, Senofonte mandò i figli a Lepreo, dove lui stesso li raggiunse poco dopo. Quando Atene si alleò con Sparta contro Tebe, Senofonte fece arruolare i suoi figli nell'esercito ateniese.
Grillo e Diodoro combatterono a Mantinea (362 a.C.): a differenza di Diodoro, che sopravvisse alla battaglia senza distinguersi in alcun modo e in seguito ebbe anche un figlio (di nome Grillo), Grillo cadde combattendo valorosamente nella cavalleria ateniese comandata da un tale Cefisodoro, secondo quanto riferiva Eforo di Cuma. Si racconta che Senofonte stesse facendo sacrifici con una ghirlanda in testa: quando gli annunciarono la morte del figlio la tolse, ma la rimise quando seppe che era morto combattendo coraggiosamente; secondo alcuni non pianse, ma disse semplicemente: "Sapevo che mio figlio era mortale".
Secondo Pausania c'erano vari racconti riguardanti la morte a Mantinea del famoso comandante tebano Epaminonda: gli Ateniesi e i Tebani, ai quali Pausania sembra dare ragione, affermavano che a ucciderlo era stato proprio Grillo, mentre i Mantineesi davano il merito al loro concittadino Macarione e gli Spartani riportavano anch'essi il nome di Macarione, sostenendo però che era spartano.
Secondo Aristotele furono numerosi gli elogi e gli epitaffi composti in onore di Grillo e, almeno in parte, anche in onore del suo illustre padre. Ermippo, nella sua Vita di Teofrasto ricordava anche un encomio su Grillo scritto da Isocrate.
Ad Atene, in un portico presso il Ceramico, Pausania vide un portico con dipinti illustranti la battaglia di Mantinea avente come protagonisti Grillo ed Epaminonda; anche a Mantinea, presso le tombe dei personaggi illustri, c'era una lastra con una raffigurazione di Grillo.